# Gustav Winkler (Textilfabrikant)
 Gustav Winkler  (* 11. Mai 1867 in Liegnitz, Provinz Schlesien; † 26. April 1954 in West-Berlin) war ein deutscher Textilfabrikant und Mäzen, vor allem der Kaiser-Wilhelm-Gesellschaft.

## Leben
Sein Vater  war Landwirt. Gustav Winkler besuchte die Schule in Liegnitz und absolvierte dann eine Lehre im Textilgeschäft seines Onkels.
Im Jahr 1909 gründete er seine erste Taschentuchfabrik, die Gustav Winkler Textilwerke. In den nächsten Jahrzehnten erweiterte er das Unternehmen auf insgesamt 13 Werke in Schlesien, das Hauptwerk war in Lauban. In der Stadt entwickelten es  sich zum größten Betrieb. Seine Werke produzierten bis 1939 95 % aller deutschen Taschentücher. 1935 erwarb Gustav Winkler auch die Lauffenmühle in Tiengen bei Waldshut in Baden. 
1945 gingen alle Fabriken in Schlesien verloren. Gustav Winkler konnte die Lauffenmühle in Baden weiter betreiben.  Außerdem gründete er sechs neue  Taschentuchfabriken in verschiedenen deutschen Besatzungszonen, darunter  die Gustav Winkler KG (West-)Berlin, die Taschentuch-Werke Bielefeld-Aalen in Westfalen, die Mechanische Taschentuchweberei Blumberg/Baden und ein Werk in Brombach.
In Lichtenstein in Sachsen wurde ein Textilunternehmen Gustav Winkler 1950 enteignet. In Neustadt an der Orla in Thüringen gab es eine Orla-Kleidung Gustav Winkler KG bis 1972, es ist unklar, ob ein Familienmitglied zu dieser Zeit noch daran beteiligt war.

## Mitgliedschaften
Gustav Winkler war ein Förderer der Kaiser-Wilhelm-Gesellschaft (KWG) in Berlin: seit 1929  war er „Förderndes Mitglied“, später  der Nachfolgereinrichtung, der Max-Planck-Gesellschaft bis zu seinem Tod. Er war auch  Senator der Kaiser-Wilhelm-Gesellschaft (1935–1951) und 2. Schriftführer (1937–1951). 
Außerdem war er  Mitglied verschiedener Kuratorien von Institute der KWG und Mitglied des Verwaltungsrates des Harnack-Hauses in Berlin-Dahlem.

## Ehe und Familie
Gustav Winkler war verheiratet und hatte drei Söhne: Otto Winkler, Helmut Winkler und Ernst Winkler. Nach dem Tod des Vaters 1954 übernahm Helmut Winkler die Geschäfte der Winkler Gruppe.

## Auszeichnungen und Ehrungen
- 1951 Ehrensenator der Max-Planck-Gesellschaft
- 1953 Harnack-Medaille der Max-Planck-Gesellschaft
- Dr.-Ing. E. h.
- Ehrenbürger der Technischen Hochschule Stuttgart
- Gustav-Winkler-Straßen in Bielefeld und Unterlauchringen